# Battaglia di Staufen
La battaglia di Staufen fu uno scontro militare avvenuto il 24 settembre 1848 nei pressi della città di Staufen im Breisgau, in Germania. Essa fu l'unico combattimento del Putsch di Struve. In essa le truppe del Baden al comando del generale Friedrich Hoffmann sconfissero i rivoluzionari di Gustav Struve, fatto che pose fine alla seconda rivolta del Baden.

## La seconda rivolta del Baden
La rivolta di Baden del settembre del 1848 fu connessa agli eventi dell'Assemblea Nazionale di Francoforte,  che si svolse nei giorni 17 e 18 settembre e portò ad una rivolta nella stessa città di Francoforte. I repubblicani tedeschi di estrema sinistra in esilio in Svizzera seguirono questi eventi con notevole interesse e vennero esortati dai loro partigiani nel Baden ad unirsi alla loro rivolta. Il 21 settembre 1848, Gustav Struve decise di varcare il confine e rientrare in terra tedesca con alcuni compagni. Provenendo da Basilea, raggiunse Lörrach passando per Riehen e Stetten, dove già nel pomeriggio di quello stesso giorno era giunta la milizia armata locale, occupando i punti più importanti della città ed arrestando alcuni ufficiali granducali. Struve giunse a Lörrach intorno alle 18:00. Dal balcone del municipio proclamò la repubblica tedesca e nel contempo dichiarò la necessità di imporre la legge marziale. Tutti gli uomini di età compresa tra i 18 ei 40 anni che erano abili alle armi furono chiamati in servizio. Al posto di Johann Philipp Becker, che non era ancora arrivato sul posto, la guida militare dei rivoltosi venne assunta da Moritz Wilhelm von Löwenfels. Karl Blind fungeva da segretario del governo repubblicano provvisorio e Friedrich Neff venne incaricato di reperire i fondi necessari, requisendo le casse pubbliche.
Theodor Mögling, insieme al comandante militare Friedrich Christian Doll, formò un secondo dipartimento con sede a Schopfheim. La cooperazione tra i due gruppi però venne interrotta fin dall'inizio e Doll non accettò il suo licenziamento da parte di Struve. Entrambe le colonne (Struve - Rheintal e Mögling - Wiesental) si sarebbero dovute incontrare a Horben prima di muovere congiuntamente verso Friburgo per prendere il controllo della città. Struve riteneva di essere in grado di sollevare una forza pari a 10 000 unità.
Il 23 settembre, la colonna di Struve lasciò Loerrach passando per Kandern e Schliengen in direzione di Mullheim.

## La battaglia
Il 24 settembre 1848 quattro battaglioni di irregolari avanzarono da Müllheim a Staufen. Löwenfels fece immediatamente marciare due battaglioni in direzione di Friburgo, così che solo due battaglioni rimasero al quartier generale, che era stato allestito presso il municipio di Staufen, e che già si erano quasi del tutto ammutinati.
Dopo che il governo granducale di Karlsruhe ebbe ricevuto la notizia di ciò che stava accadendo nell'Oberland il 22 settembre, dispiegò le truppe del Baden al comando del generale Friedrich Hoffmann. Tuttavia il movimento delle truppe fu ostacolato dal sabotaggio delle strutture ferroviarie di Ettlingen, Achern, Friesenheim, Orschweier e Krozingen. Di primo mattino le truppe del Baden giunsero a Krozingen con due battaglioni di fanteria, un distaccamento di artiglieria e uno squadrone di cavalleria. Alla notizia che Struve si trovava con i suoi rivoluzionari presso Heitersheim le truppe si diressero verso quel punto. Quando si resero conto che nel frattempo i rivoluzionari avevano abbandonato Heitersheim e si stavano trasferendo a Staufen passando da Wettelbrunn, i militari inizialmente presero il controllo del castello di Heitersheim che era difeso da uno sparuto gruppo di irregolari e successivamente il generale Hoffmann decise di dividere la sua formazione in due colonne. Il generale Wilhelm Gayling von Altheim venne incaricato di attaccare la città da Kirchhofen con un battaglione, mentre Hoffmann si portò verso il ponte sul fiume Neumagen.
Sebbene le file dei rivoluzionari si stessero già assottigliando di fronte alle truppe di stato, riuscirono comunque ad occupare le mura della città e le barricate erette agli ingressi della stessa. Le truppe regolari aprirono il fuoco alle 13:00, ricevendo la risposta dell'artiglieria dei rivoltosi che però ebbe scarso successo. Hoffmann riuscì a guadare il fiume Neumagen con le sue truppe ed a superare la prima barricata. L'avanzata dal ponte verso il municipio venne resa più difficile da altre due barricate e da pesanti colpi di arma da fuoco sparati dalle case e dal municipio. Mentre Hoffmann procedeva lentamente in quel punto, Gayling aveva ormai preso la barricata posta all'altro ingresso della città e le sue truppe si stavano spostando in città. Hoffmann poté quindi prendere il municipio ed occuparlo con le sue truppe. Durante l'occupazione della città, si verificarono risse casa per casa nelle quali rimasero uccisi due cittadini di Staufen non coinvolti negli scontri. Alle 15:00 la città poteva ormai dirsi completamente occupata dalle truppe governative. Gustav  von Keller venne nominato commissario del Reich e visitò Staufen poco dopo la battaglia.

### La morte dei tamburini di Struve

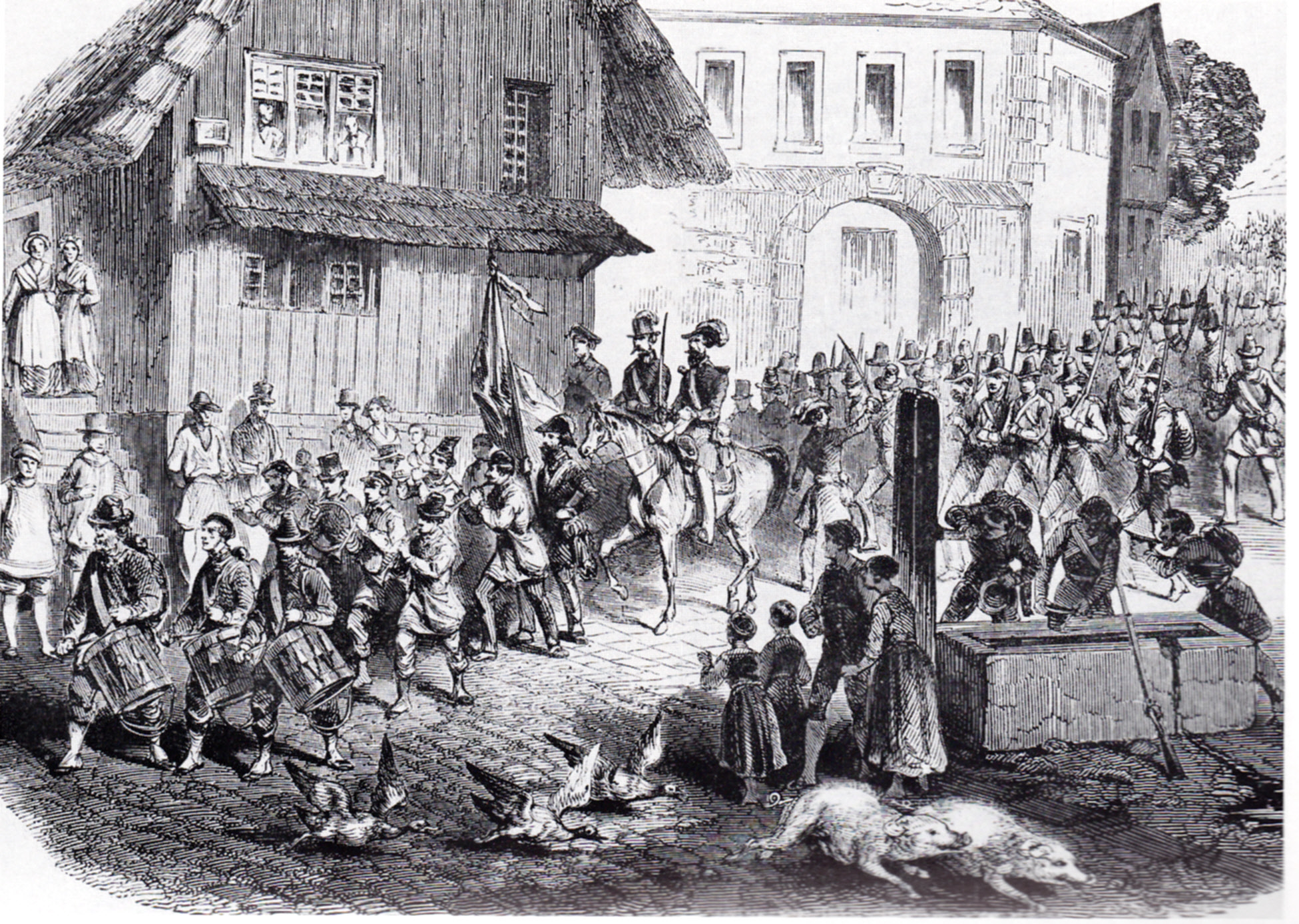
L'entrata delle truppe rivoluzionarie di Struve a Staufen il 23 settembre; in testa al gruppo si riconoscono i tamburini fucilati due giorni dopo

Il 25 settembre, il giorno successivo all'occupazione della città di Staufen da parte delle truppe del Baden, si verificò un grave incidente. Alcuni dei rivoluzionari avevano dismesso i panni militari e si erano nascosti nelle case della città dal giorno precedente, tra cui sette tamburini provenienti da Weil am Rhein che avevano costituito il fulcro della banda militare al seguito delle truppe di Struve. Durante una perquisizione, sei di essi vennero scoperti e fucilati sul posto senza interrogatorio preliminare. Uno di loro era riuscito a fuggire alla fucilazione, mentre il settimo aveva già lasciato la casa prima dell'incidente.